# Плющ (фільм, 2015)
«Плющ» (тур. Sarmaşık) — турецький драматичний фільм, знятий Толгою Карачеліком. Світова прем'єра стрічки відбулась 26 січня 2015 року на міжнародному кінофестивалі «Санденс», а в Україні — 20 липня 2016 року на Одеському міжнародному кінофестивалі. Фільм розповідає про корабельну команду з шести людей, які залишається на борту на невизначений час, але запаси їжі та води зменшуються, і корабель перетворюється на поле битви, де чоловік полює на чоловіка.

## У ролях
- Надір Сарібаджак
- Кадір Чермі
- Езгюр Емре Їлдрим
- Хакан Карсак
- Осман Алкаш

## Визнання
| Нагороди та номінації фільму «Плющ» | Нагороди та номінації фільму «Плющ»     | Нагороди та номінації фільму «Плющ» | Нагороди та номінації фільму «Плющ» | Нагороди та номінації фільму «Плющ» | Нагороди та номінації фільму «Плющ» |
| Рік                                 | Кінопремія / Кінофестиваль              | Категорія / Нагорода                | Номінант                            | Результат                           |                                     |
| ----------------------------------- | --------------------------------------- | ----------------------------------- | ----------------------------------- | ----------------------------------- | ----------------------------------- |
| 2015                                | Санденський кінофестиваль               | Гран-прі (Драма, Світ)              | «Плющ»                              | Номінація                           |                                     |
| 2015                                | Карловарський міжнародний кінофестиваль | Найкращий фільм («East of West»)    | «Плющ»                              | Номінація                           |                                     |
| 2016                                | Асоціація кінокритиків Туреччини        | Найкращий актор                     | Надір Сарібаджак                    | Перемога                            |                                     |
| 2016                                | Асоціація кінокритиків Туреччини        | Найкращий актор другого плану       | Езгюр Емре Їлдрим                   | Перемога                            |                                     |
| 2016                                | Стамбульський міжнародний кінофестиваль | Найкращий турецький фільм           | «Плющ»                              | Номінація                           |                                     |